# District de Hanjiang (Yangzhou)
Pour les articles homonymes, voir Hanjiang.
Le district de Hanjiang (邗江区 ; pinyin : Hánjiāng Qū) est une subdivision administrative de la province du Jiangsu en Chine. Il est placé sous la juridiction de la ville-préfecture de Yangzhou.